# Perusia verticata
Perusia verticata är en fjärilsart som beskrevs av W. Warren 1905. Perusia verticata ingår i släktet Perusia och familjen mätare. Inga underarter finns listade i Catalogue of Life.